# TRY HARD GYM
TRY HARD GYM（トライハードジム）は、日本のキックボクシングジム。会長およびプロデューサーはHIROYA。2010年8月に神奈川県相模原市にオープンし、2023年1月より東京都町田市にて運営。リングに加え、筋トレマシン、雲梯、ランニングマシンなどが設備されている。プロ選手の育成に加え、女性限定のフィットネスクラス「Beauty Kick Project」もある。

## 主な所属選手
- HIROYA
- 大雅
- 田丸辰
- 平岡琴
- 宮﨑若菜
- 宮﨑小雪
- 本田ななか